# 田島敏弘
田島 敏弘（たじま としひろ、1919年（大正8年）10月9日 - 1995年（平成7年）4月17日）は日本の実業家。日本興業銀行副頭取や、富士重工業の社長や会長を務めた。

## 人物
1942年に旧制東京商科大学（のちの一橋大学）を卒業し、日本興業銀行入行。融資第三部長、調査本部長、常務、副頭取、顧問を歴任。
1983年、同じく日本興業銀行出身の大原栄一富士重工業社長の要請を受け、富士重工業の副社長に就任。1985年代表取締役社長、1990年代表取締役会長。スバル・レガシィを発売。またいすゞ自動車と共同出資でアメリカ合衆国インディアナ州に現地生産会社、スバル・いすゞ・オートモーティブ（現スバル・オブ・インディアナ・オートモーティブ）を設立するなど米国進出も進めた。
1995年4月17日、胆管狭窄症のため東京都渋谷区の病院で死去、享年75。

## 略歴
- 1942年 旧制東京商科大学（のちの一橋大学）卒業、日本興業銀行入行
- 1980年 日本興業銀行代表取締役副頭取
- 1985年 - 1990年 富士重工業代表取締役社長
- 1990年 - 1992年 富士重工業代表取締役会長
- 1995年 死去